# Pletiu dels Roquissos
El Pletiu dels Roquissos és un paratge de pastura del terme municipal de Conca de Dalt, a l'antic terme d'Hortoneda de la Conca, al Pallars Jussà, en territori que havia estat del poble d'Herba-savina.
Està situat al nord-est d'Herba-savina, a l'extrem oriental del terme municipal, al límit amb Abella de la Conca, a la vall de Carreu. És al sud-est de la Serra de Planell Ras i a ponent de la Pinata Fosca. Hi passa la Pista de Boumort.